# Myllokunmingia fengjiaoa
Myllokunmingia fengjiaoa (лат.) — вымерший вид бесчелюстных или базальных хордовых из семейства Myllokunmingiidae, единственный известный науке в роде Myllokunmingia. Обитали в нижнекембрийских морях (520—516 млн лет назад). Ископаемые найдены в сланцах Маотяньшань (Китай).
Эти существа жили во время так называемого кембрийского взрыва. Длина их тела составляла около 2,8 см, высота около 6 мм. Они имели жабры (пять или шесть пар) и лентообразные спинной и брюшной (возможно, парный) плавники, а также неполную хорду, глотку и пищеварительный тракт. Рот не может быть идентифицирован. Предполагается наличие околосердечной сумки. Тело состояло из 25 сегментов.
Предполагается, что данный вид может относиться к позвоночным, но это ещё не доказано. Возможно, Myllokunmingia являются одними из старейших черепных животных, по-видимому, обладавших черепом и скелетными структурами из хрящей. Признаков биоминерализации скелета не выявлено.